# Трофајах
Трофајах град је у Аустрији у покрајини Штајерска.

## Становништво
| 1981.  | 1991.  | 2001.  | 2011.  |
| ------ | ------ | ------ | ------ |
| 12.066 | 11.773 | 11.773 | 11.298 |

По процени из 2016. у граду је живело 11143 становника.